# Chigule, Khanapur
Chigule là một làng thuộc tehsil Khanapur, huyện Belgaum, bang Karnataka, Ấn Độ.